# Gant-Wevelgem 2021
La Gant-Wevelgem 2021 va ser la 83a edició de la clàssica belga Gant-Wevelgem i es disputà el 28 de març de 2021 sobre un recorregut de 247 km, amb sortida a Ieper i arribada a Wevelgem. La cursa formava part de l'UCI World Tour 2021, amb una categoria 1.UWT.
El vencedor final fou el belga Wout Van Aert (Team Jumbo-Visma), que s'imposà a l'esprint en un petit grup capdavanter. Completaren el podi Giacomo Nizzolo (Qhubeka Assos) i Matteo Trentin (UAE Team Emirates).

## Equips
En la cursa hi havia inscrits 25 equips, els 19 equips UCI WorldTeams i sis equips convidats de categoria UCI ProTeams. Finalment els equips Trek-Segafredo i Bora-Hansgrohe no van prendre la sortida per haver detectat algun cas de COVID-19 entre els seus membres.
| WorldTeams (19)- AG2R Citroën Team - Astana-Premier Tech - Bahrain Victorious - Bora-Hansgrohe - Cofidis - Deceuninck-Quick Step - EF Education-Nippo - Groupama-FDJ - Ineos Grenadiers - Intermarché-Wanty-Gobert Matériaux - Israel Start-Up Nation - Jumbo-Visma - Lotto Soudal - Movistar Team - Team BikeExchange - Team DSM - Qhubeka Assos - Trek-Segafredo - UAE Team Emirates ProTeams (6)- Alpecin-Fenix - Arkéa-Samsic - B&B Hotels p/b KTM - Bingoal Pauwels Sauces WB - Sport Vlaanderen-Baloise - Total Direct Énergie |
| |

## Classificació final
| \| Classificació general \| Classificació general \| Classificació general \| Classificació general \| Classificació general \| \| Corredor \| Corredor \| Equip \| Temps \| \| \| --------------------- \| --------------------- \| --------------------- \| --------------------- \| --------------------- \| \| 1r \| Wout van Aert \| Jumbo-Visma \| 5h 45' 11" \| \| \| 2n \| Giacomo Nizzolo \| Qhubeka Assos \| + 0" \| \| \| 3r \| Matteo Trentin \| UAE Team Emirates \| + 0" \| \| \| 4t \| Sonny Colbrelli \| Bahrain Victorious \| + 0" \| \| \| 5è \| Michael Matthews \| BikeExchange \| + 0" \| \| \| 6è \| Stefan Küng \| Groupama-FDJ \| + 0" \| \| \| 7è \| Nathan Van Hooydonck \| Jumbo-Visma \| + 3" \| \| \| 8è \| Dylan van Baarle \| Ineos Grenadiers \| + 52" \| \| \| 9è \| Anthony Turgis \| Total Direct Énergie \| + 54" \| \| \| 10è \| Gianni Vermeersch \| Alpecin-Fenix \| + 1' 25" \| \| |                      |                      |            |
| |                      |                      |            |
| Fonts: ProCyclingStats Cycling Quotient |                      |                      |            |
| Classificació general |                      |                      |            |
| Corredor | Corredor             | Equip                | Temps      |
| 1r | Wout van Aert        | Jumbo-Visma          | 5h 45' 11" |
| 2n | Giacomo Nizzolo      | Qhubeka Assos        | + 0"       |
| 3r | Matteo Trentin       | UAE Team Emirates    | + 0"       |
| 4t | Sonny Colbrelli      | Bahrain Victorious   | + 0"       |
| 5è | Michael Matthews     | BikeExchange         | + 0"       |
| 6è | Stefan Küng          | Groupama-FDJ         | + 0"       |
| 7è | Nathan Van Hooydonck | Jumbo-Visma          | + 3"       |
| 8è | Dylan van Baarle     | Ineos Grenadiers     | + 52"      |
| 9è | Anthony Turgis       | Total Direct Énergie | + 54"      |
| 10è | Gianni Vermeersch    | Alpecin-Fenix        | + 1' 25"   |

## Llista de participants
| Trek-Segafredo TFS | Trek-Segafredo TFS   | Trek-Segafredo TFS |
| ------------------ | -------------------- | ------------------ |
| Núm                | Ciclista             | Pos                |
| 1                  | Mads Pedersen (DEN)  | NP                 |
| 2                  | Jasper Stuyven (BEL) | NP                 |
| 3                  | Edward Theuns (BEL)  | NP                 |
| 4                  | Kiel Reijnen (USA)   | NP                 |
| 5                  | Quinn Simmons (USA)  | NP                 |
| 6                  | Koen de Kort (NED)   | NP                 |
| 7                  | Ryan Mullen (IRL)    | NP                 |

| Deceuninck-Quick Step DQT | Deceuninck-Quick Step DQT | Deceuninck-Quick Step DQT |
| ------------------------- | ------------------------- | ------------------------- |
| Núm                       | Ciclista                  | Pos                       |
| 11                        | Yves Lampaert (BEL)       | 14è                       |
| 12                        | Sam Bennett (IRL)         | 55è                       |
| 13                        | Davide Ballerini (ITA)    | 52è                       |
| 14                        | Michael Mørkøv (DEN)      | 51è                       |
| 15                        | Stijn Steels (BEL)        | 83è                       |
| 16                        | Zdeněk Štybar (CZE)       | 25è                       |
| 17                        | Bert Van Lerberghe (BEL)  | 20è                       |

| Lotto-Soudal LTS | Lotto-Soudal LTS         | Lotto-Soudal LTS |
| ---------------- | ------------------------ | ---------------- |
| Núm              | Ciclista                 | Pos              |
| 21               | Philippe Gilbert (BEL)   | DNF              |
| 22               | John Degenkolb (GER)     | 27è              |
| 23               | Frederik Frison (BEL)    | 36è              |
| 24               | Jasper De Buyst (BEL)    | DNF              |
| 25               | Brent Van Moer (BEL)     | 49è              |
| 26               | Roger Kluge (GER)        | DNF              |
| 27               | Florian Vermeersch (BEL) | DNF              |

| Intermarché-Wanty-Gobert Matériaux IWG | Intermarché-Wanty-Gobert Matériaux IWG | Intermarché-Wanty-Gobert Matériaux IWG |
| -------------------------------------- | -------------------------------------- | -------------------------------------- |
| Núm                                    | Ciclista                               | Pos                                    |
| 31                                     | Andrea Pasqualon (ITA)                 | DNF                                    |
| 32                                     | Taco van der Hoorn (NED)               | DNF                                    |
| 33                                     | Aimé De Gendt (BEL)                    | 30è                                    |
| 34                                     | Boy van Poppel (NED)                   | 65è                                    |
| 35                                     | Danny van Poppel (NED)                 | 23è                                    |
| 36                                     | Pieter Vanspeybrouck (BEL)             | DNF                                    |
| 37                                     | Loïc Vliegen (BEL)                     | DNF                                    |

| AG2R Citroën Team ACT | AG2R Citroën Team ACT   | AG2R Citroën Team ACT |
| --------------------- | ----------------------- | --------------------- |
| Núm                   | Ciclista                | Pos                   |
| 41                    | Greg Van Avermaet (BEL) | 12è                   |
| 42                    | Oliver Naesen (BEL)     | 16è                   |
| 43                    | Stan Dewulf (BEL)       | DNF                   |
| 44                    | Gijs Van Hoecke (BEL)   | DNF                   |
| 45                    | Michael Schär (SUI)     | 89è                   |
| 46                    | Damien Touzé (FRA)      | DNF                   |
| 47                    | Julien Duval (FRA)      | DNF                   |

| Jumbo-Visma TJV | Jumbo-Visma TJV            | Jumbo-Visma TJV |
| --------------- | -------------------------- | --------------- |
| Núm             | Ciclista                   | Pos             |
| 51              | Wout van Aert (BEL)        | 1r              |
| 52              | Pascal Eenkhoorn (NED)     | 80è             |
| 53              | Timo Roosen (NED)          | 47è             |
| 54              | Edoardo Affini (ITA)       | DNF             |
| 55              | Jos van Emden (NED)        | 79è             |
| 56              | Nathan Van Hooydonck (BEL) | 7è              |
| 57              | Maarten Wynants (BEL)      | 46è             |

| Bora-Hansgrohe BOH | Bora-Hansgrohe BOH        | Bora-Hansgrohe BOH |
| ------------------ | ------------------------- | ------------------ |
| Núm                | Ciclista                  | Pos                |
| 61                 | Nils Politt (GER)         | NP                 |
| 62                 | Pascal Ackermann (GER)    | NP                 |
| 63                 | Marcus Burghardt (GER)    | NP                 |
| 64                 | Daniel Oss (ITA)          | NP                 |
| 65                 | Michael Schwarzmann (GER) | NP                 |
| 66                 | Maciej Bodnar (POL)       | NP                 |
| 67                 | Rüdiger Selig (GER)       | NP                 |

| Israel Start-Up Nation ISN | Israel Start-Up Nation ISN | Israel Start-Up Nation ISN |
| -------------------------- | -------------------------- | -------------------------- |
| Núm                        | Ciclista                   | Pos                        |
| 71                         | Sep Vanmarcke (BEL)        | DNF                        |
| 72                         | Mads Würtz Schmidt (DEN)   | DNF                        |
| 73                         | André Greipel (GER)        | DNF                        |
| 74                         | Hugo Hofstetter (FRA)      | 45è                        |
| 75                         | Alexis Renard (FRA)        | DNF                        |
| 76                         | Tom Van Asbroeck (BEL)     | 31è                        |
| 77                         | Rick Zabel (GER)           | 67è                        |

| Bahrain Victorious TBV | Bahrain Victorious TBV  | Bahrain Victorious TBV |
| ---------------------- | ----------------------- | ---------------------- |
| Núm                    | Ciclista                | Pos                    |
| 81                     | Heinrich Haussler (AUS) | 29è                    |
| 82                     | Sonny Colbrelli (ITA)   | 4t                     |
| 83                     | Fred Wright (GBR)       | DNF                    |
| 84                     | Marco Haller (AUT)      | DNF                    |
| 85                     | Phil Bauhaus (GER)      | DNF                    |
| 86                     | Jonathan Milan (ITA)    | DNF                    |
| 87                     | Marcel Sieberg (GER)    | 68è                    |

| Astana-Premier Tech APT | Astana-Premier Tech APT | Astana-Premier Tech APT |
| ----------------------- | ----------------------- | ----------------------- |
| Núm                     | Ciclista                | Pos                     |
| 91                      | Yevgeniy Fedorov (KAZ)  | DNF                     |
| 92                      | Ievgueni Guiditx (KAZ)  | DNF                     |
| 93                      | Dmitri Grúzdev (KAZ)    | 72è                     |
| 94                      | Hugo Houle (CAN)        | DNF                     |
| 95                      | Artiom Zakhàrov (KAZ)   | 61è                     |
| 97                      | Benjamin Perry (CAN)    | 88è                     |

| Cofidis COF | Cofidis COF               | Cofidis COF |
| ----------- | ------------------------- | ----------- |
| Núm         | Ciclista                  | Pos         |
| 101         | Christophe Laporte (FRA)  | 78è         |
| 102         | Simone Consonni (ITA)     | 62è         |
| 103         | Jean-Pierre Drucker (LUX) | 87è         |
| 104         | Piet Allegaert (BEL)      | DNF         |
| 105         | André Carvalho (POR)      | DNF         |
| 106         | Kenneth Vanbilsen (BEL)   | DNF         |
| 107         | Jelle Wallays (BEL)       | DNF         |

| BikeExchange BEX | BikeExchange BEX            | BikeExchange BEX |
| ---------------- | --------------------------- | ---------------- |
| Núm              | Ciclista                    | Pos              |
| 111              | Jack Bauer (NZL)            | 15è              |
| 112              | Luke Durbridge (AUS)        | 41è              |
| 113              | Alexander Edmondson (AUS)   | DNF              |
| 114              | Amund Grøndahl Jansen (NOR) | DNF              |
| 115              | Luka Mezgec (SLO)           | DNF              |
| 116              | Michael Matthews (AUS)      | 5è               |
| 117              | Robert Stannard (AUS)       | 32è              |

| Movistar Team MOV | Movistar Team MOV          | Movistar Team MOV |
| ----------------- | -------------------------- | ----------------- |
| Núm               | Ciclista                   | Pos               |
| 121               | Gabriel Cullaigh (GBR)     | DNF               |
| 122               | Imanol Erviti Ollo (ESP)   | 24è               |
| 123               | Iván García Cortina (ESP)  | 18è               |
| 124               | Juri Hollmann (GER)        | 64è               |
| 125               | Johan Jacobs (SUI)         | 69è               |
| 126               | Lluís Mas Bonet (ESP)      | 48è               |
| 127               | Sebastián Mora Vedri (ESP) | DNF               |

| Team DSM DSM | Team DSM DSM               | Team DSM DSM |
| ------------ | -------------------------- | ------------ |
| Núm          | Ciclista                   | Pos          |
| 131          | Søren Kragh Andersen (DEN) | 35è          |
| 132          | Nico Denz (GER)            | DNF          |
| 133          | Cees Bol (NED)             | DNF          |
| 134          | Niklas Märkl (GER)         | DNF          |
| 135          | Casper Pedersen (DEN)      | DNF          |
| 136          | Nils Eekhoff (NED)         | 81è          |
| 137          | Jasha Sütterlin (GER)      | DNF          |

| Qhubeka Assos TQA | Qhubeka Assos TQA            | Qhubeka Assos TQA |
| ----------------- | ---------------------------- | ----------------- |
| Núm               | Ciclista                     | Pos               |
| 141               | Giacomo Nizzolo (ITA) (ruta) | 2n                |
| 142               | Michael Gogl (AUT)           | DNF               |
| 143               | Andreas Stokbro (DEN)        | 66è               |
| 144               | Dimitri Claeys (BEL)         | 33è               |
| 145               | Emil Nygaard Vinjebo (DEN)   | 71è               |
| 146               | Max Walscheid (GER)          | 26è               |
| 147               | Łukasz Wiśniowski (POL)      | DNF               |

| UAE Team Emirates UAD | UAE Team Emirates UAD                 | UAE Team Emirates UAD |
| --------------------- | ------------------------------------- | --------------------- |
| Núm                   | Ciclista                              | Pos                   |
| 151                   | Alexander Kristoff (NOR)              | 28è                   |
| 152                   | Sven Erik Bystrøm (NOR) (ruta)        | 13è                   |
| 153                   | Mikkel Bjerg (DEN)                    | NP                    |
| 154                   | Ryan Gibbons (RSA)                    | 39è                   |
| 155                   | Maximiliano Richeze Araquistain (ARG) | DNF                   |
| 156                   | Ivo Oliveira (POR)                    | DNF                   |
| 157                   | Matteo Trentin (ITA)                  | 3r                    |

| EF Education-Nippo EFN | EF Education-Nippo EFN      | EF Education-Nippo EFN |
| ---------------------- | --------------------------- | ---------------------- |
| Núm                    | Ciclista                    | Pos                    |
| 161                    | Alberto Bettiol (ITA)       | DNF                    |
| 162                    | Jens Keukeleire (BEL)       | DNF                    |
| 163                    | Stefan Bissegger (SUI)      | 50è                    |
| 164                    | Fumiyuki Beppu (JPN)        | DNF                    |
| 165                    | Daniel Arroyave Cañas (COL) | DNF                    |
| 166                    | Sebastian Langeveld (NED)   | DNF                    |
| 167                    | Jonas Rutsch (GER)          | 56è                    |

| Groupama-FDJ GFC | Groupama-FDJ GFC           | Groupama-FDJ GFC |
| ---------------- | -------------------------- | ---------------- |
| Núm              | Ciclista                   | Pos              |
| 171              | Arnaud Démare (FRA) (ruta) | 44è              |
| 172              | Kevin Geniets (LUX)        | DNF              |
| 173              | Stefan Küng (SUI) (ruta)   | 6è               |
| 174              | Olivier Le Gac (FRA)       | 37è              |
| 175              | Jacopo Guarnieri (ITA)     | DNF              |
| 176              | Fabian Lienhard (SUI)      | 73è              |
| 177              | Ramon Sinkeldam (NED)      | DNF              |

| Ineos Grenadiers IGD | Ineos Grenadiers IGD            | Ineos Grenadiers IGD |
| -------------------- | ------------------------------- | -------------------- |
| Núm                  | Ciclista                        | Pos                  |
| 181                  | Andrey Amador Bikkazakova (CRC) | 90è                  |
| 182                  | Owain Doull (GBR)               | 17è                  |
| 183                  | Michał Gołaś (POL)              | 21è                  |
| 185                  | Leonardo Basso (ITA)            | 74è                  |
| 186                  | Dylan van Baarle (NED)          | 8è                   |
| 187                  | Cameron Wurf (AUS)              | DNF                  |

| Sport Vlaanderen-Baloise SVB | Sport Vlaanderen-Baloise SVB | Sport Vlaanderen-Baloise SVB |
| ---------------------------- | ---------------------------- | ---------------------------- |
| Núm                          | Ciclista                     | Pos                          |
| 191                          | Cedric Beullens (BEL)        | 70è                          |
| 193                          | Arne Marit (BEL)             | DNF                          |
| 194                          | Fabio Van den Bossche (BEL)  | 84è                          |
| 195                          | Lindsay De Vylder (BEL)      | DNF                          |
| 196                          | Jordi Warlop (BEL)           | 85è                          |
| 197                          | Thimo Willems (BEL)          | 63è                          |
| 198                          | Robbe Ghys (BEL)             | 91è                          |

| Alpecin-Fenix AFC | Alpecin-Fenix AFC       | Alpecin-Fenix AFC |
| ----------------- | ----------------------- | ----------------- |
| Núm               | Ciclista                | Pos               |
| 201               | Jasper Philipsen (BEL)  | 38è               |
| 202               | Tim Merlier (BEL)       | 34è               |
| 203               | Silvan Dillier (SUI)    | 75è               |
| 204               | Jonas Rickaert (BEL)    | 43è               |
| 205               | Oscar Riesebeek (NED)   | 40è               |
| 206               | Scott Thwaites (GBR)    | DNF               |
| 207               | Gianni Vermeersch (BEL) | 10è               |

| Bingoal Pauwels Sauces WB BWB | Bingoal Pauwels Sauces WB BWB | Bingoal Pauwels Sauces WB BWB |
| ----------------------------- | ----------------------------- | ----------------------------- |
| Núm                           | Ciclista                      | Pos                           |
| 211                           | Timothy Dupont (BEL)          | 42è                           |
| 212                           | Jonas Castrique (BEL)         | 86è                           |
| 213                           | Laurenz Rex (BEL)             | DNF                           |
| 214                           | Ludovic Robeet (BEL)          | DNF                           |
| 215                           | Milan Menten (BEL)            | 60è                           |
| 216                           | Jelle Vanendert (BEL)         | DNF                           |
| 217                           | Kenny Molly (BEL)             | 76è                           |

| B&B Hotels p/b KTM BBK | B&B Hotels p/b KTM BBK    | B&B Hotels p/b KTM BBK |
| ---------------------- | ------------------------- | ---------------------- |
| Núm                    | Ciclista                  | Pos                    |
| 221                    | Bryan Coquard (FRA)       | 53è                    |
| 222                    | Julien Morice (FRA)       | DNF                    |
| 223                    | Bert De Backer (BEL)      | 77è                    |
| 224                    | Jens Debusschere (BEL)    | 57è                    |
| 225                    | Jérémy Lecroq (FRA)       | 11è                    |
| 226                    | Cyril Lemoine (FRA)       | 22è                    |
| 227                    | Jonas Van Genechten (BEL) | DNF                    |

| Arkéa-Samsic ARK | Arkéa-Samsic ARK        | Arkéa-Samsic ARK |
| ---------------- | ----------------------- | ---------------- |
| Núm              | Ciclista                | Pos              |
| 231              | Amaury Capiot (BEL)     | DNF              |
| 232              | Benjamin Declercq (BEL) | DNF              |
| 233              | Clément Russo (FRA)     | DNF              |
| 234              | Connor Swift (GBR)      | 82è              |
| 235              | Bram Welten (NED)       | DNF              |
| 236              | Daniel McLay (GBR)      | 54è              |
| 237              | Christophe Noppe (BEL)  | DNF              |

| Total Direct Énergie TDE | Total Direct Énergie TDE   | Total Direct Énergie TDE |
| ------------------------ | -------------------------- | ------------------------ |
| Núm                      | Ciclista                   | Pos                      |
| 241                      | Niki Terpstra (NED)        | 59è                      |
| 242                      | Damien Gaudin (FRA)        | DNF                      |
| 243                      | Adrien Petit (FRA)         | 58è                      |
| 244                      | Geoffrey Soupe (FRA)       | DNF                      |
| 245                      | Edvald Boasson Hagen (NOR) | DNF                      |
| 246                      | Anthony Turgis (FRA)       | 9è                       |
| 247                      | Dries Van Gestel (BEL)     | 19è                      |

| Trek-Segafredo TFS | Trek-Segafredo TFS   | Trek-Segafredo TFS |
| ------------------ | -------------------- | ------------------ |
| Núm                | Ciclista             | Pos                |
| 1                  | Mads Pedersen (DEN)  | NP                 |
| 2                  | Jasper Stuyven (BEL) | NP                 |
| 3                  | Edward Theuns (BEL)  | NP                 |
| 4                  | Kiel Reijnen (USA)   | NP                 |
| 5                  | Quinn Simmons (USA)  | NP                 |
| 6                  | Koen de Kort (NED)   | NP                 |
| 7                  | Ryan Mullen (IRL)    | NP                 |

| Deceuninck-Quick Step DQT | Deceuninck-Quick Step DQT | Deceuninck-Quick Step DQT |
| ------------------------- | ------------------------- | ------------------------- |
| Núm                       | Ciclista                  | Pos                       |
| 11                        | Yves Lampaert (BEL)       | 14è                       |
| 12                        | Sam Bennett (IRL)         | 55è                       |
| 13                        | Davide Ballerini (ITA)    | 52è                       |
| 14                        | Michael Mørkøv (DEN)      | 51è                       |
| 15                        | Stijn Steels (BEL)        | 83è                       |
| 16                        | Zdeněk Štybar (CZE)       | 25è                       |
| 17                        | Bert Van Lerberghe (BEL)  | 20è                       |

| Lotto-Soudal LTS | Lotto-Soudal LTS         | Lotto-Soudal LTS |
| ---------------- | ------------------------ | ---------------- |
| Núm              | Ciclista                 | Pos              |
| 21               | Philippe Gilbert (BEL)   | DNF              |
| 22               | John Degenkolb (GER)     | 27è              |
| 23               | Frederik Frison (BEL)    | 36è              |
| 24               | Jasper De Buyst (BEL)    | DNF              |
| 25               | Brent Van Moer (BEL)     | 49è              |
| 26               | Roger Kluge (GER)        | DNF              |
| 27               | Florian Vermeersch (BEL) | DNF              |

| Intermarché-Wanty-Gobert Matériaux IWG | Intermarché-Wanty-Gobert Matériaux IWG | Intermarché-Wanty-Gobert Matériaux IWG |
| -------------------------------------- | -------------------------------------- | -------------------------------------- |
| Núm                                    | Ciclista                               | Pos                                    |
| 31                                     | Andrea Pasqualon (ITA)                 | DNF                                    |
| 32                                     | Taco van der Hoorn (NED)               | DNF                                    |
| 33                                     | Aimé De Gendt (BEL)                    | 30è                                    |
| 34                                     | Boy van Poppel (NED)                   | 65è                                    |
| 35                                     | Danny van Poppel (NED)                 | 23è                                    |
| 36                                     | Pieter Vanspeybrouck (BEL)             | DNF                                    |
| 37                                     | Loïc Vliegen (BEL)                     | DNF                                    |

| AG2R Citroën Team ACT | AG2R Citroën Team ACT   | AG2R Citroën Team ACT |
| --------------------- | ----------------------- | --------------------- |
| Núm                   | Ciclista                | Pos                   |
| 41                    | Greg Van Avermaet (BEL) | 12è                   |
| 42                    | Oliver Naesen (BEL)     | 16è                   |
| 43                    | Stan Dewulf (BEL)       | DNF                   |
| 44                    | Gijs Van Hoecke (BEL)   | DNF                   |
| 45                    | Michael Schär (SUI)     | 89è                   |
| 46                    | Damien Touzé (FRA)      | DNF                   |
| 47                    | Julien Duval (FRA)      | DNF                   |

| Jumbo-Visma TJV | Jumbo-Visma TJV            | Jumbo-Visma TJV |
| --------------- | -------------------------- | --------------- |
| Núm             | Ciclista                   | Pos             |
| 51              | Wout van Aert (BEL)        | 1r              |
| 52              | Pascal Eenkhoorn (NED)     | 80è             |
| 53              | Timo Roosen (NED)          | 47è             |
| 54              | Edoardo Affini (ITA)       | DNF             |
| 55              | Jos van Emden (NED)        | 79è             |
| 56              | Nathan Van Hooydonck (BEL) | 7è              |
| 57              | Maarten Wynants (BEL)      | 46è             |

| Bora-Hansgrohe BOH | Bora-Hansgrohe BOH        | Bora-Hansgrohe BOH |
| ------------------ | ------------------------- | ------------------ |
| Núm                | Ciclista                  | Pos                |
| 61                 | Nils Politt (GER)         | NP                 |
| 62                 | Pascal Ackermann (GER)    | NP                 |
| 63                 | Marcus Burghardt (GER)    | NP                 |
| 64                 | Daniel Oss (ITA)          | NP                 |
| 65                 | Michael Schwarzmann (GER) | NP                 |
| 66                 | Maciej Bodnar (POL)       | NP                 |
| 67                 | Rüdiger Selig (GER)       | NP                 |

| Israel Start-Up Nation ISN | Israel Start-Up Nation ISN | Israel Start-Up Nation ISN |
| -------------------------- | -------------------------- | -------------------------- |
| Núm                        | Ciclista                   | Pos                        |
| 71                         | Sep Vanmarcke (BEL)        | DNF                        |
| 72                         | Mads Würtz Schmidt (DEN)   | DNF                        |
| 73                         | André Greipel (GER)        | DNF                        |
| 74                         | Hugo Hofstetter (FRA)      | 45è                        |
| 75                         | Alexis Renard (FRA)        | DNF                        |
| 76                         | Tom Van Asbroeck (BEL)     | 31è                        |
| 77                         | Rick Zabel (GER)           | 67è                        |

| Bahrain Victorious TBV | Bahrain Victorious TBV  | Bahrain Victorious TBV |
| ---------------------- | ----------------------- | ---------------------- |
| Núm                    | Ciclista                | Pos                    |
| 81                     | Heinrich Haussler (AUS) | 29è                    |
| 82                     | Sonny Colbrelli (ITA)   | 4t                     |
| 83                     | Fred Wright (GBR)       | DNF                    |
| 84                     | Marco Haller (AUT)      | DNF                    |
| 85                     | Phil Bauhaus (GER)      | DNF                    |
| 86                     | Jonathan Milan (ITA)    | DNF                    |
| 87                     | Marcel Sieberg (GER)    | 68è                    |

| Astana-Premier Tech APT | Astana-Premier Tech APT | Astana-Premier Tech APT |
| ----------------------- | ----------------------- | ----------------------- |
| Núm                     | Ciclista                | Pos                     |
| 91                      | Yevgeniy Fedorov (KAZ)  | DNF                     |
| 92                      | Ievgueni Guiditx (KAZ)  | DNF                     |
| 93                      | Dmitri Grúzdev (KAZ)    | 72è                     |
| 94                      | Hugo Houle (CAN)        | DNF                     |
| 95                      | Artiom Zakhàrov (KAZ)   | 61è                     |
| 97                      | Benjamin Perry (CAN)    | 88è                     |

| Cofidis COF | Cofidis COF               | Cofidis COF |
| ----------- | ------------------------- | ----------- |
| Núm         | Ciclista                  | Pos         |
| 101         | Christophe Laporte (FRA)  | 78è         |
| 102         | Simone Consonni (ITA)     | 62è         |
| 103         | Jean-Pierre Drucker (LUX) | 87è         |
| 104         | Piet Allegaert (BEL)      | DNF         |
| 105         | André Carvalho (POR)      | DNF         |
| 106         | Kenneth Vanbilsen (BEL)   | DNF         |
| 107         | Jelle Wallays (BEL)       | DNF         |

| BikeExchange BEX | BikeExchange BEX            | BikeExchange BEX |
| ---------------- | --------------------------- | ---------------- |
| Núm              | Ciclista                    | Pos              |
| 111              | Jack Bauer (NZL)            | 15è              |
| 112              | Luke Durbridge (AUS)        | 41è              |
| 113              | Alexander Edmondson (AUS)   | DNF              |
| 114              | Amund Grøndahl Jansen (NOR) | DNF              |
| 115              | Luka Mezgec (SLO)           | DNF              |
| 116              | Michael Matthews (AUS)      | 5è               |
| 117              | Robert Stannard (AUS)       | 32è              |

| Movistar Team MOV | Movistar Team MOV          | Movistar Team MOV |
| ----------------- | -------------------------- | ----------------- |
| Núm               | Ciclista                   | Pos               |
| 121               | Gabriel Cullaigh (GBR)     | DNF               |
| 122               | Imanol Erviti Ollo (ESP)   | 24è               |
| 123               | Iván García Cortina (ESP)  | 18è               |
| 124               | Juri Hollmann (GER)        | 64è               |
| 125               | Johan Jacobs (SUI)         | 69è               |
| 126               | Lluís Mas Bonet (ESP)      | 48è               |
| 127               | Sebastián Mora Vedri (ESP) | DNF               |

| Team DSM DSM | Team DSM DSM               | Team DSM DSM |
| ------------ | -------------------------- | ------------ |
| Núm          | Ciclista                   | Pos          |
| 131          | Søren Kragh Andersen (DEN) | 35è          |
| 132          | Nico Denz (GER)            | DNF          |
| 133          | Cees Bol (NED)             | DNF          |
| 134          | Niklas Märkl (GER)         | DNF          |
| 135          | Casper Pedersen (DEN)      | DNF          |
| 136          | Nils Eekhoff (NED)         | 81è          |
| 137          | Jasha Sütterlin (GER)      | DNF          |

| Qhubeka Assos TQA | Qhubeka Assos TQA            | Qhubeka Assos TQA |
| ----------------- | ---------------------------- | ----------------- |
| Núm               | Ciclista                     | Pos               |
| 141               | Giacomo Nizzolo (ITA) (ruta) | 2n                |
| 142               | Michael Gogl (AUT)           | DNF               |
| 143               | Andreas Stokbro (DEN)        | 66è               |
| 144               | Dimitri Claeys (BEL)         | 33è               |
| 145               | Emil Nygaard Vinjebo (DEN)   | 71è               |
| 146               | Max Walscheid (GER)          | 26è               |
| 147               | Łukasz Wiśniowski (POL)      | DNF               |

| UAE Team Emirates UAD | UAE Team Emirates UAD                 | UAE Team Emirates UAD |
| --------------------- | ------------------------------------- | --------------------- |
| Núm                   | Ciclista                              | Pos                   |
| 151                   | Alexander Kristoff (NOR)              | 28è                   |
| 152                   | Sven Erik Bystrøm (NOR) (ruta)        | 13è                   |
| 153                   | Mikkel Bjerg (DEN)                    | NP                    |
| 154                   | Ryan Gibbons (RSA)                    | 39è                   |
| 155                   | Maximiliano Richeze Araquistain (ARG) | DNF                   |
| 156                   | Ivo Oliveira (POR)                    | DNF                   |
| 157                   | Matteo Trentin (ITA)                  | 3r                    |

| EF Education-Nippo EFN | EF Education-Nippo EFN      | EF Education-Nippo EFN |
| ---------------------- | --------------------------- | ---------------------- |
| Núm                    | Ciclista                    | Pos                    |
| 161                    | Alberto Bettiol (ITA)       | DNF                    |
| 162                    | Jens Keukeleire (BEL)       | DNF                    |
| 163                    | Stefan Bissegger (SUI)      | 50è                    |
| 164                    | Fumiyuki Beppu (JPN)        | DNF                    |
| 165                    | Daniel Arroyave Cañas (COL) | DNF                    |
| 166                    | Sebastian Langeveld (NED)   | DNF                    |
| 167                    | Jonas Rutsch (GER)          | 56è                    |

| Groupama-FDJ GFC | Groupama-FDJ GFC           | Groupama-FDJ GFC |
| ---------------- | -------------------------- | ---------------- |
| Núm              | Ciclista                   | Pos              |
| 171              | Arnaud Démare (FRA) (ruta) | 44è              |
| 172              | Kevin Geniets (LUX)        | DNF              |
| 173              | Stefan Küng (SUI) (ruta)   | 6è               |
| 174              | Olivier Le Gac (FRA)       | 37è              |
| 175              | Jacopo Guarnieri (ITA)     | DNF              |
| 176              | Fabian Lienhard (SUI)      | 73è              |
| 177              | Ramon Sinkeldam (NED)      | DNF              |

| Ineos Grenadiers IGD | Ineos Grenadiers IGD            | Ineos Grenadiers IGD |
| -------------------- | ------------------------------- | -------------------- |
| Núm                  | Ciclista                        | Pos                  |
| 181                  | Andrey Amador Bikkazakova (CRC) | 90è                  |
| 182                  | Owain Doull (GBR)               | 17è                  |
| 183                  | Michał Gołaś (POL)              | 21è                  |
| 185                  | Leonardo Basso (ITA)            | 74è                  |
| 186                  | Dylan van Baarle (NED)          | 8è                   |
| 187                  | Cameron Wurf (AUS)              | DNF                  |

| Sport Vlaanderen-Baloise SVB | Sport Vlaanderen-Baloise SVB | Sport Vlaanderen-Baloise SVB |
| ---------------------------- | ---------------------------- | ---------------------------- |
| Núm                          | Ciclista                     | Pos                          |
| 191                          | Cedric Beullens (BEL)        | 70è                          |
| 193                          | Arne Marit (BEL)             | DNF                          |
| 194                          | Fabio Van den Bossche (BEL)  | 84è                          |
| 195                          | Lindsay De Vylder (BEL)      | DNF                          |
| 196                          | Jordi Warlop (BEL)           | 85è                          |
| 197                          | Thimo Willems (BEL)          | 63è                          |
| 198                          | Robbe Ghys (BEL)             | 91è                          |

| Alpecin-Fenix AFC | Alpecin-Fenix AFC       | Alpecin-Fenix AFC |
| ----------------- | ----------------------- | ----------------- |
| Núm               | Ciclista                | Pos               |
| 201               | Jasper Philipsen (BEL)  | 38è               |
| 202               | Tim Merlier (BEL)       | 34è               |
| 203               | Silvan Dillier (SUI)    | 75è               |
| 204               | Jonas Rickaert (BEL)    | 43è               |
| 205               | Oscar Riesebeek (NED)   | 40è               |
| 206               | Scott Thwaites (GBR)    | DNF               |
| 207               | Gianni Vermeersch (BEL) | 10è               |

| Bingoal Pauwels Sauces WB BWB | Bingoal Pauwels Sauces WB BWB | Bingoal Pauwels Sauces WB BWB |
| ----------------------------- | ----------------------------- | ----------------------------- |
| Núm                           | Ciclista                      | Pos                           |
| 211                           | Timothy Dupont (BEL)          | 42è                           |
| 212                           | Jonas Castrique (BEL)         | 86è                           |
| 213                           | Laurenz Rex (BEL)             | DNF                           |
| 214                           | Ludovic Robeet (BEL)          | DNF                           |
| 215                           | Milan Menten (BEL)            | 60è                           |
| 216                           | Jelle Vanendert (BEL)         | DNF                           |
| 217                           | Kenny Molly (BEL)             | 76è                           |

| B&B Hotels p/b KTM BBK | B&B Hotels p/b KTM BBK    | B&B Hotels p/b KTM BBK |
| ---------------------- | ------------------------- | ---------------------- |
| Núm                    | Ciclista                  | Pos                    |
| 221                    | Bryan Coquard (FRA)       | 53è                    |
| 222                    | Julien Morice (FRA)       | DNF                    |
| 223                    | Bert De Backer (BEL)      | 77è                    |
| 224                    | Jens Debusschere (BEL)    | 57è                    |
| 225                    | Jérémy Lecroq (FRA)       | 11è                    |
| 226                    | Cyril Lemoine (FRA)       | 22è                    |
| 227                    | Jonas Van Genechten (BEL) | DNF                    |

| Arkéa-Samsic ARK | Arkéa-Samsic ARK        | Arkéa-Samsic ARK |
| ---------------- | ----------------------- | ---------------- |
| Núm              | Ciclista                | Pos              |
| 231              | Amaury Capiot (BEL)     | DNF              |
| 232              | Benjamin Declercq (BEL) | DNF              |
| 233              | Clément Russo (FRA)     | DNF              |
| 234              | Connor Swift (GBR)      | 82è              |
| 235              | Bram Welten (NED)       | DNF              |
| 236              | Daniel McLay (GBR)      | 54è              |
| 237              | Christophe Noppe (BEL)  | DNF              |

| Total Direct Énergie TDE | Total Direct Énergie TDE   | Total Direct Énergie TDE |
| ------------------------ | -------------------------- | ------------------------ |
| Núm                      | Ciclista                   | Pos                      |
| 241                      | Niki Terpstra (NED)        | 59è                      |
| 242                      | Damien Gaudin (FRA)        | DNF                      |
| 243                      | Adrien Petit (FRA)         | 58è                      |
| 244                      | Geoffrey Soupe (FRA)       | DNF                      |
| 245                      | Edvald Boasson Hagen (NOR) | DNF                      |
| 246                      | Anthony Turgis (FRA)       | 9è                       |
| 247                      | Dries Van Gestel (BEL)     | 19è                      |